# Малая окружная автомобильная дорога (Киев)

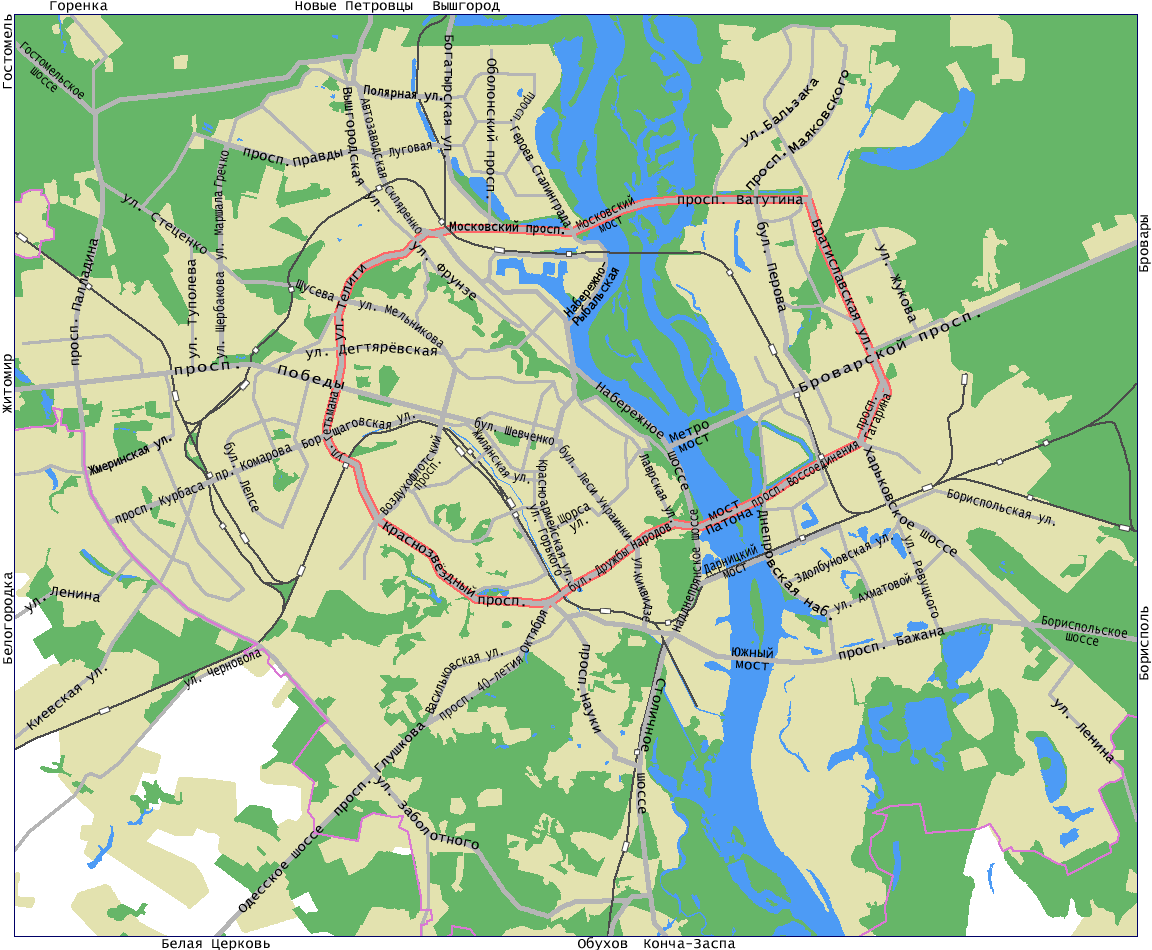
Трасса Малой Окружной дороги

Малая окружная дорога (МОД) — автомобильная трасса в Киеве, кольцевая автомобильная дорога, проходящая внутри города, большей частью в пределах городской застройки. Длина 38,9 км.

## История
Постройка МОД начата в 50-е гг. XX века c улицы Индустриальной (ныне — улица Вадима Гетьмана), часть которой определенное время имела название Окружная, и улицы Александра Довженко, которая сначала была названа Новоокружной. Завершена (за исключением небольшого участка у станции метро «Черниговская») в 1990 году.

## Трасса Малой окружной автодороги
От Шулявского путепровода, по часовой стрелке:
- улица Александра Довженко (быв. Новоокружная), проложена в 1950-е;
- улица Елены Телиги (быв. Новоокружная, Демьяна Коротченко), проложена в 1950-е;
- проспект Степана Бандеры (быв. Красноказачья, проспект Красных Казаков, Московский проспект), перепланирован в 1976 году;
- Северный мост (быв. Московский), открыт в 1976 году;
- проспект Романа Шухевича (быв. Новый проспект, проспект Генерала Ватутина), проложен в 1970-е;
- Братиславская улица, проложена в конце 1980-х;
- улица Гната Хоткевича, проложена в 1950-е;
- проспект Леонида Каденюка (быв. Диагональная улица, улица Юрия Гагарина, проспект Юрия Гагарина Соцгорода), проложен в 1950-е;
- проспект Соборности (быв. проспект Воссоединения), проложен в 1950-е;
- Мост Патона, открыт в 1953 году;
- бульвар Николая Михновского (быв. Дружбы народов), проложен в 1950-е;
- проспект Валерия Лобановского, (быв. улицы Краснозвёздная, Семёна Палия, Совская), перепланирован в 1980-е;
- Чоколовский бульвар (быв. бульвар Ленина), проложен в 1950-е;
- улица Вадима Гетьмана (быв. улицы Окружная, Индустриальная), проложена в 1950-е.

МОД проходит через следующие площади:
- Тульская площадь (пересечение проспекта Бандеры и Оболонского проспекта, Оболонский район);
- Керченская площадь (пересечение проспектов Романа Шухевича, Владимира Маяковского и бульвара Перова, Днепровский и Деснянский районы);
- Черниговская площадь (развязка улиц Гната Хоткевича, Братиславской и Броварского проспекта, Днепровский район);
- Дарницкая площадь (развязка проспектов Соборности, Юрия Гагарина и Мира; улиц Строителей, Владимира Сосюры, Пражской и Харьковского шоссе, Днепровский район);
- площадь Героев Великой Отечественной войны (пересечение улиц Старонаводницкой и Лаврской, бульвара Николая Михновского, Печерский район);
- Демиевская площадь (развязка проспектов Голосеевского, Валерия Лобановского, Науки и бульвара Николая Михновского, Голосеевский район);
- Севастопольская площадь (развязка Чоколовского бульвара, проспектов Воздухофлотского и Валерия Лобановского, улицы Народного ополчения, Соломенский район);
- площадь Космонавтов (пересечение Чоколовского бульвара с улицей Авиаконструктора Антонова, Соломенский район).

Мосты и путепроводы на трассе МОД:
- Шулявский путепровод (1960);
- Путепровод через улицу Довженко;
- Тоннель под улицей Щусева (2000);
- Кирилловский путепровод;
- Путепровод через улицу Елены Телиги;
- Тоннель под Северным железнодорожным полукольцом;
- Путепроводы через проспект Степана Бандеры;
- Путепровод через проспект Героев Сталинграда (1976);
- Северный мост (1976);
- Эстакада через улицу Шолом-Алейхема;
- Путепровод через Броварской проспект;
- Никольский путепровод через Северное железнодорожное полукольцо;
- Тоннель под проспектом Соборности (2009);
- Мост Патона (1953);
- Наводницкий путепровод (1953);
- Тоннель под бульваром Николая Михновского (на развязке возле Наводницкого путепровода)
- Печерский мост;
- Путепровод через Большую Васильковскую улицу (1970);
- Автовокзальный путепровод через Южное железнодорожное полукольцо;
- Эстакада через Демиевскую площадь (2010);
- Тоннель под Севастопольской площадью (2001);
- Караваевский путепровод (1960);
- Индустриальный путепровод.

## Характеристики магистрали

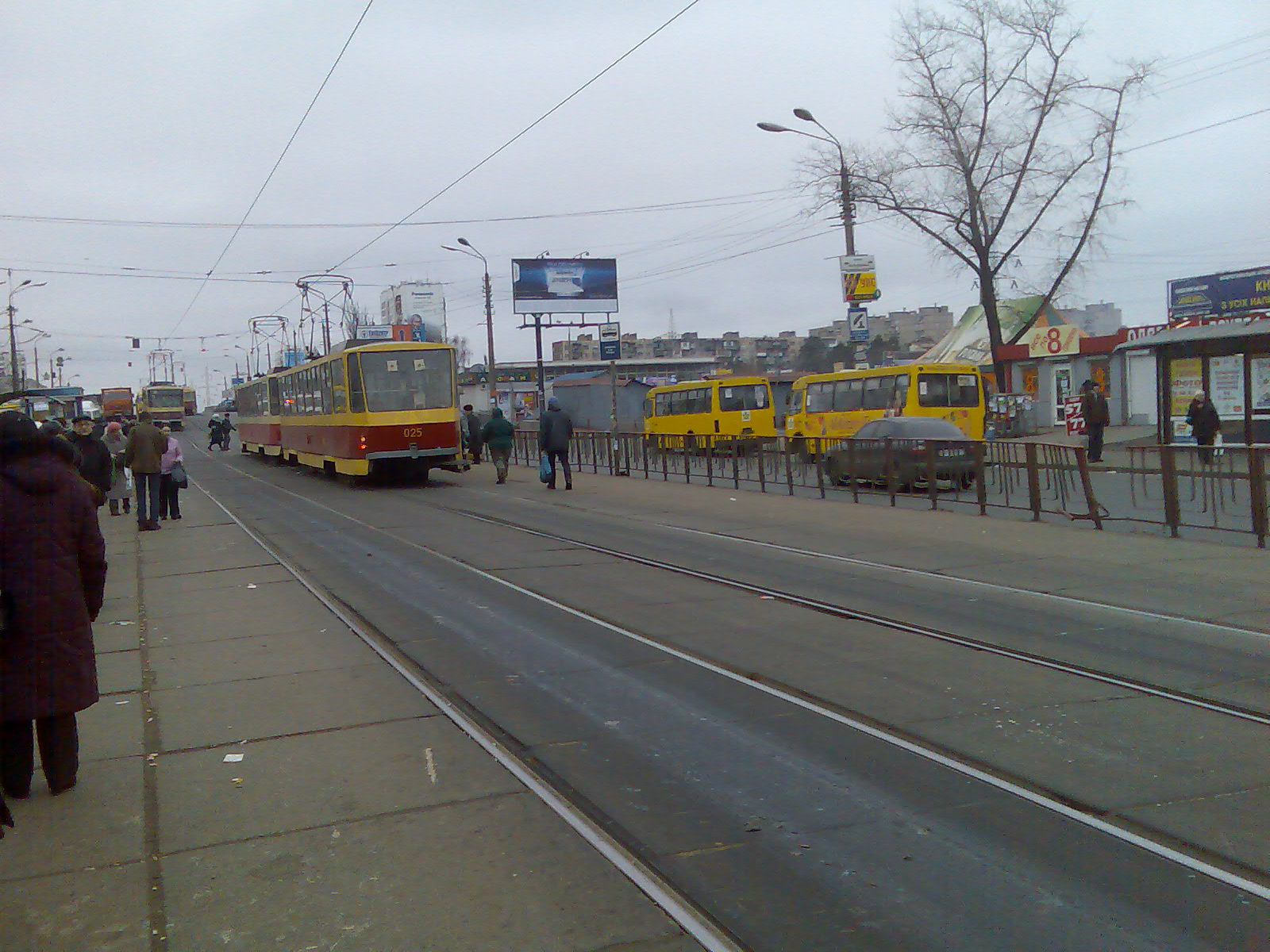
Путепровод над станцией метро «Черниговская» — самое узкое место малой окружной дороги

На разных участках насчитывает от четырёх (у станции метро «Черниговская») до восьми полос (Северный мост). Длина кольца — 38,9 км. В состав МОД входит 18 многоуровневых развязок.

## Транспорт

### Станции метро
По часовой стрелке, с северного направления:
- «Почайна»
- «Черниговская»
- «Зверинецкая»
- «Демиевская»
- «Шулявская»
- «Дорогожичи»

### Станции скоростного трамвая
- «Романа Шухевича» (левый берег)
- «Индустриальная» (правый берег)